# Jet (Automobilhersteller)
Jet war ein spanischer Hersteller von Automobilen.

## Unternehmensgeschichte
Das Unternehmen aus Madrid begann 1951 mit der Produktion von Automobilen. Im gleichen Jahr endete die Produktion nach nur wenigen hergestellten Exemplaren.

## Fahrzeuge
Das einzige Modell war ein Kleinstwagen mit drei Rädern. Die Karosserie bestand aus Kunststoff. Für den Antrieb sorgte ein Einzylindermotor von Hispano Villiers mit 197 cm³ Hubraum.